# Arthur Rödl
Arthur Ludwig Rödl (* 13. Juni 1898 in München; † April 1945 in Stettin) war ein deutscher SS-Führer und Lagerkommandant des KZ Groß-Rosen.

## Leben
Der Sohn eines Bankboten und einer Kioskbesitzerin wuchs mit drei weiteren Geschwistern in einem streng katholisch geprägten Elternhaus auf. Nach seiner Schulzeit begann Rödl eine Lehre als Schmied und schloss sich einer nationalistisch geprägten paramilitärischen Organisation an. Bei Ausbruch des Ersten Weltkrieges wollte er sich, sechzehnjährig, als Soldat für die deutsche Armee rekrutieren lassen, wurde aber aufgrund seines Alters abgelehnt. Nachdem er seine Papiere gefälscht hatte, indem er sich zum Achtzehnjährigen erklärte, wurde er doch angenommen und diente bis Kriegsende in diversen Kampfeinheiten an der Front.
Rödl, der während seiner Fronteinsätze mindestens einmal verletzt wurde, war nach Kriegsende perspektivlos, da er aufgrund der schwierigen Wirtschaftsverhältnisse und ohne Berufserfahrung nur schwer in die Gesellschaft wieder zurückfand. Schließlich heiratete er eine 14 Jahre ältere Frau, aus der Ehe ging ein Kind hervor. Seit 1920 war er Mitglied beim nationalistischen Bund Oberland und beteiligte sich an den Kämpfen zwischen Polen und Deutschen in Oberschlesien Anfang der 1920er Jahre. Wegen seiner daraus begründeten Abwesenheit bekam er auf seiner zwischenzeitlich angetretenen Arbeitsstelle, einem Postamt, Schwierigkeiten. Nach der Verteilung nationalistischer Flugblätter auf seiner Arbeitsstelle und nachdem bekannt wurde, dass er am Hitlerputsch im November 1923 teilgenommen hatte, wurde er entlassen.
Rödl, danach arbeitslos, fand in der Folgezeit Arbeit bei der Buchdruckerei in der Zentrale der Nationalsozialisten, dem Braunen Haus. Er trat zum 1. August 1928 der NSDAP bei (Mitgliedsnummer 98.023) und schloss sich auch der SS an (SS-Nummer 1.240). In der SS stieg Rödl 1943 bis zum SS-Standartenführer auf. Wegen seiner Teilnahme am Hitlerputsch erhielt er später den Blutorden. Zudem wurde er mit dem Goldenen Parteiabzeichen der NSDAP ausgezeichnet.

## Dienst in Konzentrationslagern
Ab 1933 war Rödl Leiter der Politischen Bereitschaft in München. Danach leitete Rödl ab November 1934 den SS-Totenkopfsturmbann Elbe. Dieser Totenkopfsturmbann verrichtete rund um das KZ Lichtenburg Wachaufgaben. Rödl, der eine militärische Karriere bei den SS-Totenkopfverbänden anstrebte, wurde durch Theodor Eicke gegen seinen Willen zum KZ Sachsenburg abkommandiert. Im KZ Sachsenburg war Rödl von September 1935 bis Juli 1937 als Schutzhaftlagerführer eingesetzt. Im August 1937 stieg er zum Ersten Schutzhaftlagerführer des KZ Buchenwald auf und verblieb auf diesem Posten bis 1941. Ende 1938 befahl Rödl den Häftlingen, ein Buchenwaldlied zu schaffen. In kürzester Zeit schrieben und komponierten die österreichischen Häftlinge Fritz Löhner-Beda und Hermann Leopoldi ein solches. Zufrieden mit dem Ergebnis ließ Rödl das Lied mit Nachdruck einüben. Es wurde Standard beim Appell und anderen Gelegenheiten. So wurde es auch als Marschlied gespielt, wenn die Arbeitskolonnen ein- und auszogen. Weil der Massengesang nicht immer sofort funktionierte, bekam Rödl regelmäßig Wutanfälle und exerzierte Massen- oder Einzelbestrafungen. Die Häftlinge organisierten es deshalb so, dass die in der Nähe von Rödl stehenden Blocks mit doppelter Stärke sangen und die weiter entfernten Häftlinge nur die Lippen bewegten.
Anfang Mai 1941 wurde Rödl zum Lagerkommandanten des Konzentrationslager Groß-Rosen ernannt; diesen Posten hatte er bis zum 15. September 1942 inne. Im Spätsommer 1942 wurde Rödl durch Oswald Pohl von seinem Posten als Lagerkommandant entbunden. Ihm folgte als Lagerkommandant Wilhelm Gideon, bis dieser wiederum im Oktober 1943 von Johannes Hassebroek abgelöst wurde. Ebenso wie Rödl wurden auch Lagerkommandanten anderer Konzentrationslager im Sommer 1942 von ihrem Posten entbunden, so Hans Loritz, Karl Otto Koch, Karl Künstler, Alex Piorkowski, Wilhelm Schitli und Hans Hüttig. Die Gründe für diese Umsetzungen im großen Stil waren immense Verstöße gegen den SS-Kodex „anständig“ zu sein, hauptsächlich im Bereich Alkoholismus und Korruption.

## Nach der Lagerkommandantur in Groß-Rosen
Mitte September 1942 wurde Rödl zum „Höheren SS- und Polizeiführer“ in die Ukraine nach Kiew und danach zum HSSPF Russland-Süd versetzt. Von dort wurde er im Verlauf des Jahres 1944 zur Waffen-SS versetzt, wo er ein estnisches Bauregiment der 15. SS-Waffen-Grenadier-Division zum Bau von Verteidigungsanlagen in Thorn kommandierte. Im Zuge des nahenden Kriegsendes beging Rödl im April 1945 in Stettin Suizid, wie es heißt, mit einer Handgranate.